# Drepanostachyum exauritum
Drepanostachyum exauritum är en gräsart som beskrevs av Wan Tao Lin. Drepanostachyum exauritum ingår i släktet Drepanostachyum och familjen gräs. Inga underarter finns listade i Catalogue of Life.